# 36 Degrees
36 Degrees este al doilea single de pe albumul de debut al trupei de rock alternativ Placebo, lansat pe 3 iulie 1996, deși trupa se referă adesea la el ca fiind primul. Pe single există un cover după o melodie a lui Syd Barrett, „Dark Globe”.
Există și o variantă lentă a acestei piese. Aceasta a fost înregistrată în timpul unui concert și lansată pe single-ul din 2006 al trupei, „Song to Say Goodbye”.

## Lista melodiilor
1. „36 Degrees”
2. „Dark Globe”
3. „Hare Krishna”

## Despre versuri
Cântecul are aluzii sado-masochiste. Versul al doilea din prima strofă („Waxing with a candlelight and burning just for you”) face referire la „wax play”, joc sexual SM care constă în a acoperi corpul partenerului cu ceară fierbinte. Traducerea aproximativă a versului este „Acoperindu-mă cu ceara unei lumânări, și arzând doar pentru tine”. Titlul este explicat de Brian Molko astfel: „36 grade (36 degrees) e o temperatură apropiată de cea a corpului. Persoana despre care este vorba are o fire puțin cam rece. Dacă cineva se apropie prea mult de ea, atunci ea trebuie să îndepărteze pe acel cineva. Asta înseamnă cântecul pentru mine, dar acum e proprietatea publicului, și oamenii îl pot interpreta în propriul lor fel.”

## Despre videoclip
Regizorul acestui videoclip a fost Chris Cunningham. Placebo au încercat o abordare diferită față de primul clip. Brian Molko își amintește, pe DVD-ul Once More With Feeling: „A fost făcut în două zile. Într-una din zile a trebuit să petrecem cam vreo zece ore sub apă (...) au trebuit să facă teste apei pentru a se asigura că niciunul dintre noi nu se va alege cu vreo boală ciudată. (...) Între o filmare și alta, ne alimentau cu aer. Astfel încât a fost foarte greu să comunicăm cu Chris. (...) Nu au fost 36 de grade în ziua aia, de fapt am înghețat complet. După acest videoclip, am jurat că nu vom mai face un alt videoclip sub apă. Și de fapt am făcut, doi ani mai târziu.” (Brian se referă aici la „You Don't Care About Us”)

## Poziții în topuri
- 80 (Marea Britanie)[5]